# Opération Gold

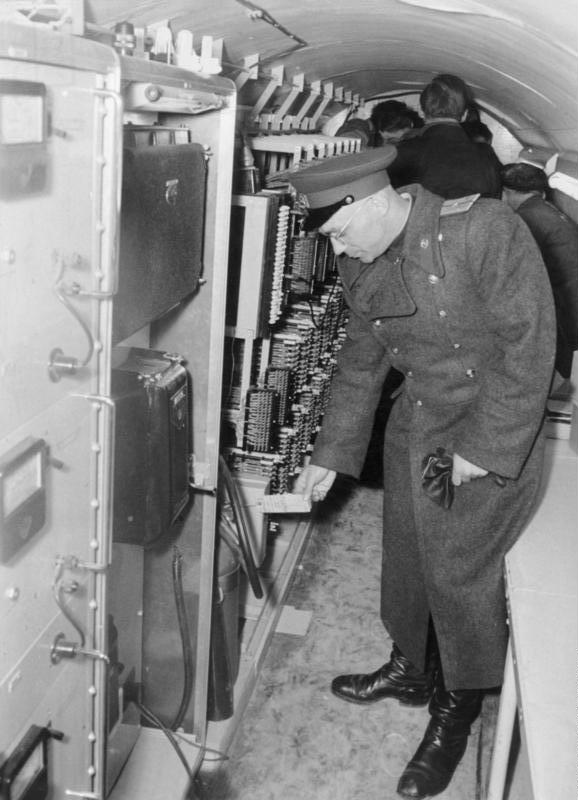
Officier soviétique dans le tunnel après sa « découverte », 24 avril 1956.

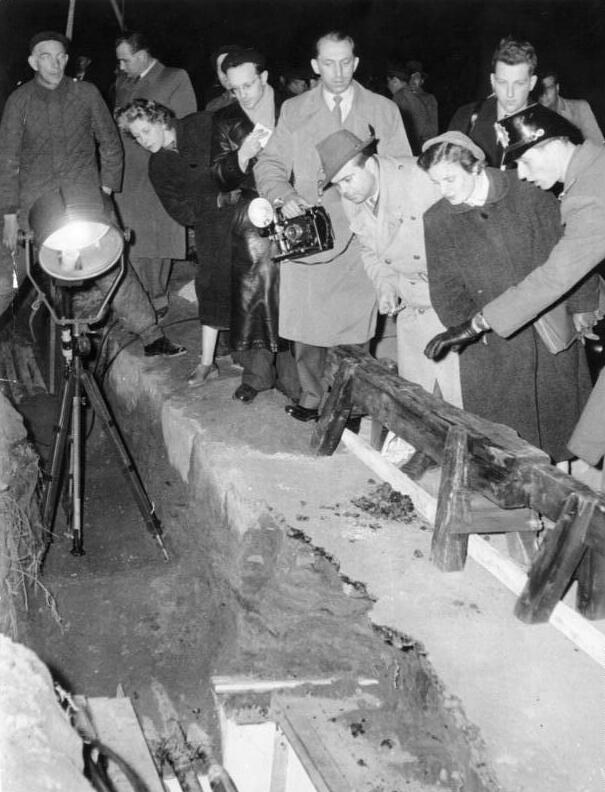
Présentation du tunnel à la presse.

L’opération Gold (opération PBJOINTLY pour la CIA ou opération Stopwatch pour les Britanniques) est une opération conjointe menée par la Central Intelligence Agency (CIA) américaine et le Secret Intelligence Service (SIS ou « MI6 ») britannique dans les années 1950 afin d'obtenir des informations sur les quartiers-généraux de l'armée soviétique établis à Berlin. Elle exploite un tunnel qui passait sous la zone d'occupation soviétique. Elle est menée parallèlement à Silver (en), une opération dont les objectifs étaient identiques, à Vienne. 

## Historique de l'opération
Le tunnel est creusé à partir de 1954. Avant même que le tunnel ne soit totalement creusé, les autorités soviétiques apprennent le projet grâce à un agent double, George Blake, qui travaille à un service technique du MI6. Pour ne pas « griller » cet agent, le KGB laisse le tunnel écouter pendant près d'un an des communications soviétiques authentiques, permettant à la CIA d'obtenir des informations précieuses. 
Opérationnel pendant onze mois, du 11 mai 1955 au 22 avril 1956, le tunnel permet l'enregistrement de 50 000 bobines de bande magnétique, à partir desquelles 385 000 conversations vocales et 1 200 mètres de trafic de télex quotidien sont entièrement transcrits. Les enregistrements audio sont traités à Londres par la Main Processing Unit (MPU), un groupe d'émigrés russes dépendant du SIS mais payés en grande partie par la CIA ; les télex sont traités au siège de la CIA. Cependant, le volume gigantesque oblige la CIA à faire appel à la National Security Agency (NSA), qu'elle a jusqu'alors tenue dans l'ignorance de l'opération. 
Le tunnel est ensuite « découvert » par un service d'entretien en avril 1956. Les Soviétiques qualifient le tunnel de « violation des normes du droit international » et « d'acte de gangsters ». Des journalistes du monde entier prennent des photographies du tunnel, qui se situe directement sous la frontière inter-allemande. La presse occidentale a plutôt un avis favorable de cette opération de la CIA, perçue comme ingénieuse et osée.
Ce n'est qu'en 1961, lorsque Blake est arrêté, jugé et condamné, que les Occidentaux se rendent compte que le tunnel était compromis depuis longtemps.

## Résultats
Le tunnel de Berlin est l'une des deux seules sources clandestines d'informations fructueuses de la CIA sur l'armée soviétique pendant la période 1955-1959 (l'autre étant la taupe Pyotr Popov). 
L'opération fournit une source d'information unique de renseignement d'actualité dont la qualité n'a pu être obtenue depuis 1948. Parmi les renseignements obtenus ainsi :
- le fait que l'URSS ne compte pas renoncer à ses prérogatives de puissance occupante bien qu'elle pousse les Allemands de l'Est à affirmer leur souveraineté (contrairement à ce que la CIA a initialement estimé) ;
- la création de l'armée est-allemande et l'augmentation de la coordination au sein du Pacte de Varsovie ;
- l'identification de milliers d'officiers militaires et de plusieurs centaines d'officiers de renseignement soviétiques ;
- l'identification et la localisation d'une centaine de bases de l'armée de l'air soviétique en URSS, Allemagne de l'Est et Pologne ;
- l'ordre de bataille de forces terrestres soviétiques en URSS jusqu'alors inconnu.

Compte tenu de la production du tunnel, divers auteurs estiment que l'attitude du KGB est inepte et que celui-ci a sacrifié une quantité très excessive de secrets de l'armée soviétique, de son service de renseignement militaire (GRU) et dans une certaine mesure du KGB lui-même,. 

## Restes du tunnel
Une section du tunnel, restaurée, est exposée au musée des Alliés (AlliiertenMuseum) à Berlin. Une autre est exposée à l'International Spy Museum de Washington.

## Dans les arts et la culture populaire

### Filmographie

#### Cinéma
- 1993 : L'Innocent de John Schlesinger

### Documents déclassifiés
- (en) (censuré) et Frank Rowlett, Clandestine Services History : The Berlin Tunnel Operation 1952-1956, Central Intelligence Agency, coll. « CS Historical Paper » (no 150), 24 juin 1968 (lire en ligne)
- (en) Operation REGAL : The Berlin Tunnel, Fort Meade, National Security Agency/Central Security Service, coll. « Special Series » (no 4), 1988 (lire en ligne)
- (en) Donald P. Steury, On the Front Lines of the Cold War : Documents on the Intelligence War in Berlin, 1946 to 1961, Center for the Study of Intelligence, CIA, 1999 (lire en ligne), chap. V (« The Berlin Tunnel »)
- (en) G, « Turning a Cold War Scheme into Reality: Engineering the Berlin Tunnel », Studies in Intelligence, vol. 52, no 1,‎ mars 2008 (lire en ligne)